# Lizarrate

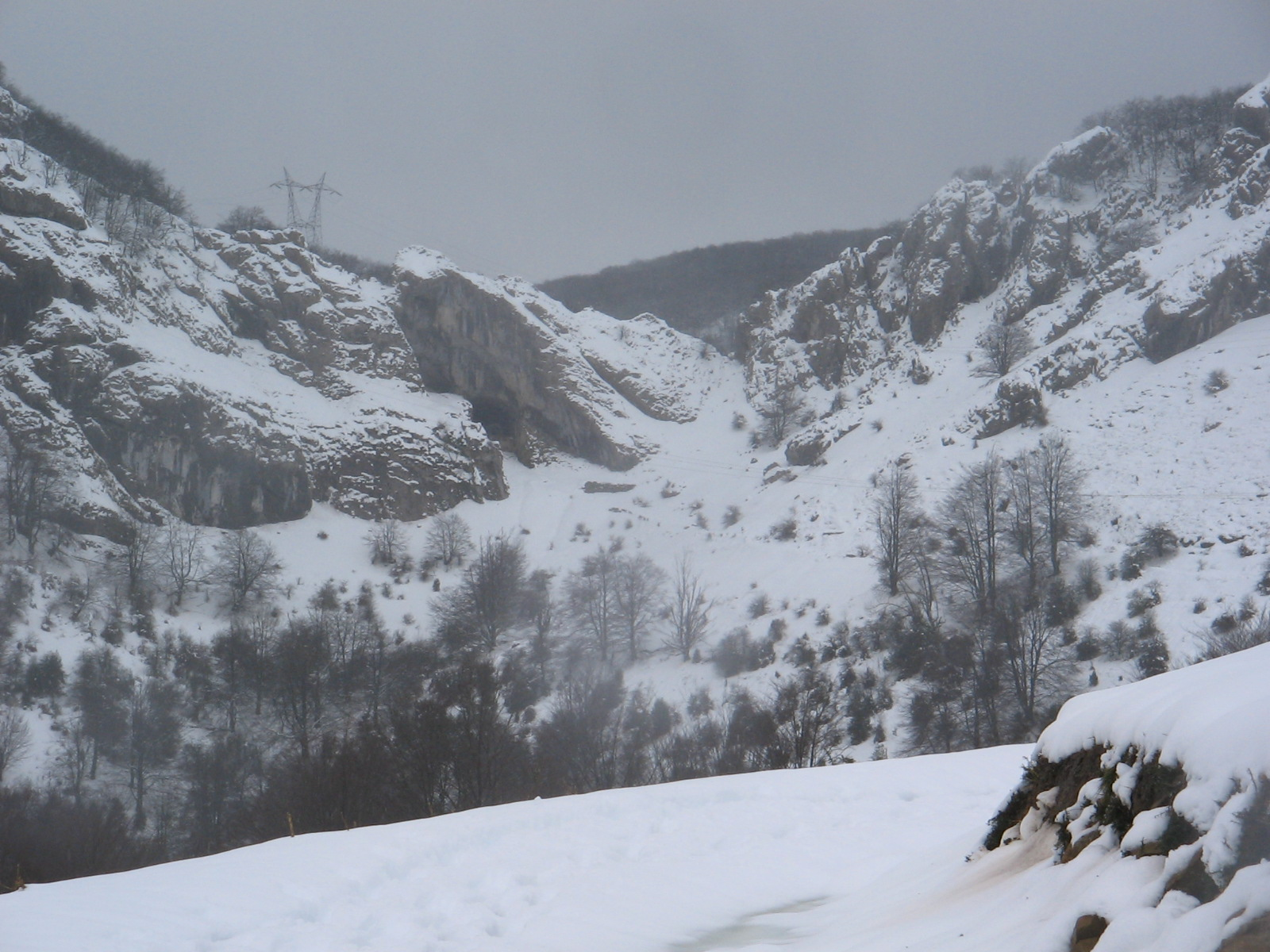
Accès nord du tunnel de San Adrian ou Lizarrate,

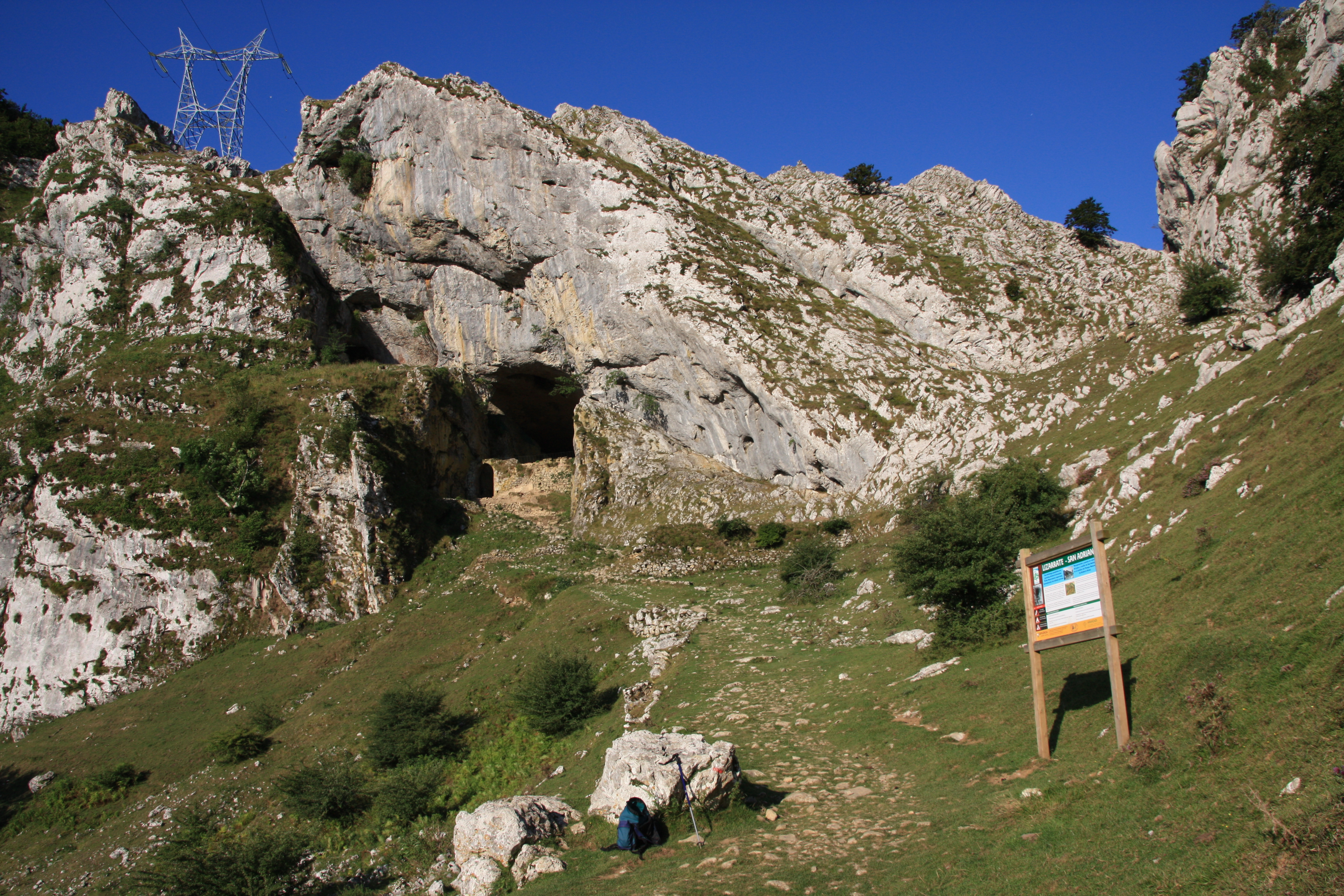
Lizarrate

Lizarrate ou San Adrian est un tunnel naturel et ancienne voie traversant le massif d'Aizkorri et qui relie l'Alava au Guipuscoa. On y trouve un ermitage dédié à Adrien de Nicomédie. 
De l'intérieur du tunnel, on emprunte une galerie aboutissant à une fontaine, dans une dépression. À Zegama, on raconte qu'une femme des environs allait y laver son linge. Un jour, elle glissa sur le bord et tomba dans l'eau. On n'eut plus aucune nouvelle d'elle jusqu'au moment où, mais bien plus tard, l'un de ses bras apparut dans la fontaine d'Iturrutxaran (Araya). 

## Étymologie
Iturrutxara pourrait[réf. nécessaire] signifier « mauvaise source » en basque. Contraction des mots iturria (« source ») et txarra (« mauvais »). Le N final désignant l'endroit, le lieu. Dans la mauvaise source.